# Rodenäs
Rodenäs est une commune de l'arrondissement de Frise-du-Nord, Land de Schleswig-Holstein.

## Géographie
Rodenäs est un habitat dispersé à la frontière germano-danoise et la ville la plus septentrionale d'Allemagne.
Selon une étude des années 1970 de l'université de Copenhague, 28 % des habitants parlaient haut allemand, bas allemand, frison septentrional, danois et Sønderjysk (da) (dialecte du Jutland-du-Sud), tout en étant polyglottes entre ces cinq langues.

## Histoire
La première digue est construite en 1436. L'église de style roman tardif sur une butte à l'ouest du quartier d'Oldorf est construite à partir des ruines de l'église de Rickelsbüll détruite après une inondation en 1615.